# Gatun Lacus
Il Gatun Lacus è una struttura geologica della superficie di Titano.